# پوجیو برنی
پوجیو برنی (به ایتالیایی: Poggio Berni) یک کومونه در ایتالیا است که در استان ریمینی واقع شده‌است.

## خصوصیات
پوجیو برنی ۱۱٫۸۰ کیلومترمربع مساحت و ۳٬۲۴۱ نفر جمعیت دارد و ۱۵۵ متر بالاتر از سطح دریا واقع شده‌است.